# 90 perc a halálig
A 90 perc a halálig (eredeti cím: Castle Falls) 2021-es amerikai akcióthriller, melynek rendezője és társproducere Dolph Lundgren. A főbb szerepekben Lundgren és Scott Adkins látható. 
Az Amerikai Egyesült Államokban 2021. december 3-án mutatták be.

## Cselekmény
A Castle Heights Kórház a város szegregált múltjának jelképe. Több évtizedes elhanyagoltság után készen áll a lebontásra és el is helyezik az ehhez szükséges dinamitot. Azonban senki sem tudja, hogy egy ma már börtönben ülő bandavezér az elhagyatott épületben rejtette el a riválisaitól ellopott 3 millió dollárnyi készpénzt. Most három kétségbeesett fél akarja megszerezni a pénzt - egy bunyós múlttal rendelkező munkás (Adkins), aki a bontócsapat tagjaként dolgozva talált rá; egy börtönőr (Lundgren), aki bármit megtenne, hogy kifizesse rákbeteg lánya kezelését; valamint egy könyörtelen banda, amely jogos tulajdonosnak tartja önmagát. 
A robbanószert élesítik és az épület 90 perc múlva összeomlik. Mindhárom fél igyekszik időben megszerezni a pénzt és élve elhagyni a helyszínt.

## Szereplők
- Scott Adkins – Mike Wade
- Dolph Lundgren – Richard Ericson
- Jim E. Chandler – Foreman
- Kevin Wayne – James
- Scott Hunter – Deacon
- Bill Billions – Walsh
- Kim DeLonghi – Kat
- Leslie Sides – polgármester asszisztense
- Ida Lundgren – Emily
- Robert Berlin – Damian Glass
- Evan Elise Owens – rendőr
- Meagan Bown – riporter
- Dave Halls – Vince
- Ethan Melisano – MMA harcos